# Мармарашен
Мармарашен (вірм. Մարմարաշեն) — село в марзі Арарат, у центрі Вірменії. Село розташоване за 3 км на південний схід від міста Масіс, за 2 км на північ від села Джраовіт та за 4 км на південь від села Айнтап.